# A gyász fázisai
A gyász általános tünettanának leírása után a szakemberek a gyász folyamatát annak szakaszokra bontásával igyekezték megismerni. Több megközelítéssel találkozhatunk, ha ezeket a különböző modelleket vizsgáljuk, de mindenképpen fontos, megjegyezni, hogy a gyász mindig egyéni reakcióformákat mutat, annak megjelenése mindig egyedi. Ebből kiindulva az újabb szakirodalmak már nem feltétlenül fogadják el a szakaszolást, sokszor károsnak tartják, és inkább más megközelítéseket alkalmaznak, melyek jobban segítik a gyászolókat és a velük foglalkozó szakembereket is a folyamat megértésében.
A modellekről elmondható, hogy alapvetően hármas tagoltsággal dolgoznak: a veszteséggel való találkozás, az elfogadás és megbékélés, és a kettő között levő köztes fázis alkotja az elméletek alapján. Az elnevezések változhatnak, de ez a három jól elkülöníthető egység az, amit a szerzők vizsgálnak, esetenként tovább bontanak.

## A gyász szakaszainak különböző modelljei
A "legegyszerűbb" modellek a fentebb említett három szakaszt írják le, így a sokk-felismerés-elfogadás fázisaiban gondolkodnak. Mások ezeket a szakaszokat bontják tovább, különös tekintettel a középső szakaszra. Így jönnek létre a négy, illetve ötszakaszos modellek, melyek viszont különböző szemlélettel és megközelítéssel vizsgálják az egyes fázisokat.
Az elméletek közül a legismertebb Elisabeth Kübler-Ross modellje, mely viszont eredetileg a haldoklás folyamatát írja le. A szerző könyvében ugyan megemlíti, hogy a gyászolókban is hasonló események zajlanak le, mint a haldokló emberekben, de hosszú ideig félreértették ezt a megközelítést, és egy normatív, előíró mérceként került be a köztudatba.
Magyarországon Pilling János modellje terjedt el leginkább, akinek a modellje hangsúlyozza a gyász folyamatjellegét, és egyedi mivoltát. Megkülönbözteti modelljét a többi elmélettől az is, hogy 0. fázisként az anticipációs gyászt is megjeleníti a folyamatban. 

## A különböző modellek táblázatos összehasonlítása[2]
| Pollock (1961)   | Engel (1961)            | Kreis és Pattie (1969) | Oates (1955)                       | Fulcomer (1942)                  | Bowlby (1980)                  | Kübler-Ross (1970)   | Pilling (2012)      | Spiegel (1973)    | Kast (1982)                                       |
| Pollock (1961)   | Engel (1961)            | Kreis és Pattie (1969) | Oates (1955)                       | Fulcomer (1942)                  | Bowlby (1980)                  | Kübler-Ross (1970)   | Anticipáci-ós gyász | Spiegel (1973)    | Kast (1982)                                       |
| Sokk             | Sokk                    | Sokk                   | Sokk                               | Sokk                             | Kábultság                      | Elutasítás, izoláció | Sokk                | Sokk              | Elutasítás                                        |
| Sokk             | Sokk                    | Sokk                   | Kábultság                          | Kultúra-determinált viselkedés   | Vágyako-zás, keresés           | Elutasítás, izoláció | Sokk                | Sokk              | Elutasítás                                        |
| Gyászre-akció    | A veszteség felismerése | Szenvedés              | Küzdelem fantázia és realitás közt | Kultúra-determinált viselkedés   | Vágyako-zás, keresés           | Düh                  | Kontrollált szakasz | Kontrollált fázis | Felszakadó érzelmek                               |
| Gyászre-akció    | A veszteség felismerése | Szenvedés              | A gyász áttörése                   | Kísérletezés és tévcse-lekmények | Dezorga-nizáció, kétség-beesés | Alkudozás            | Tudatosu-lás        | Regresszió        | Felszakadó érzelmek                               |
| Elválási reakció | Restitúció              | Helyreállás            | Szelektív emlékezés                | Kísérletezés és tévcse-lekmények | Dezorga-nizáció, kétség-beesés | Depresszió           | Átdolgozás          | Regresszió        | Keresés és elválás                                |
| Elválási reakció | Restitúció              | Helyreállás            | A veszteség elfogadása             | A gyász zárása                   | Reorga-nizáció                 | Belenyug-vás         | Adaptáció           | Adaptáció         | Új viszony kialakítása önma-gunkhoz és a világhoz |

## A szakaszelméletek kritikája
A szakaszelméletek empirikus vizsgálata során a legújabb kutatások is azt mutatják, hogy az egyes fázisok lineáris folyamatával szemben azok az érzelmek, melyek gyász-indikátornak nevezhetünk, és megjelennek a fenti modellekben is, valójában a folyamat elejétől egyszerre jelen vannak, az idő előrehaladtával csupán hangsúlyeltolódások figyelhetőek meg.
A szakaszelméletek mellett fontos lehet megismerni a velük párhuzamosan jelenlévő más elméleteket is, melyek a gyász folyamatjellegét és egyedi sokszínűségét helyezik előtérbe a szakaszolással szemben. Ilyen elmélet a gyász kettősfolyamat-modellje, a jelentéskonstrukciós modell, és a gyász növekedéselméletei is ide tartoznak.